# Agrotis sericea
Agrotis sericea là một loài bướm đêm trong họ Noctuidae.